# J'ai tué mon mari
Production
Diffusion
J'ai tué mon mari est une minisérie française en 6 épisodes de 45 minutes créée par Henri Debeurme, diffusée le 29 novembre 2021 sur 13ème Rue.

## Synopsis
Une femme, soupçonnée d'avoir assassiné son mari violent, part à sa recherche quand elle apprend qu'il est toujours en vie.

## Distribution
- Erika Sainte : Anna Vierra
- Tiphaine Daviot : Caldera
- Antoine Gouy : Manuel Vierra
- Walid Afkir : Émile
- Antoine Cholet : homme chauve
- Melan Omerta : Lucas
- Hiba Abouk : Laure Savari
- Pascal Elso : Rineau
- Rachel Khan : Claire Guillot
- Nolan Arizmendi : Louis Vierra, fils de Manuel et Anna
- Christophe Tek : Gabriel
- Marie Matheron : Colette Cassadi, la mère de Anna
- Antoine Levannier : Mathias
- Aude Gogny-Goubert : Lise Forre
- Karim Tougui : Karim
- Georges Bécot : maitre Pavel
- Julien Delanoë : Joël

### Fiche technique
Sauf indication contraire, les informations mentionnées dans cette section peuvent être confirmées par la base de données cinématographiques IMDb,  présente dans la section « Liens externes ».
- Titre original : J'ai tué mon mari
- Création et scénario : Rémy Silk Binisti, Sophie Dab, Henri Debeurme, Lucie Fréjaville, Justine Kim Gautier
- Réalisation : Rémy Silk Binisti
- Musique : Thomas Cappeau
- Photographie : Martin Laugery
- Production : Henri Debeurme
- Langue originale : français
- Format : couleur, haute définition
- Genre : thriller dramatique
- Durée : 45 minutes